# 라이트스크라이브

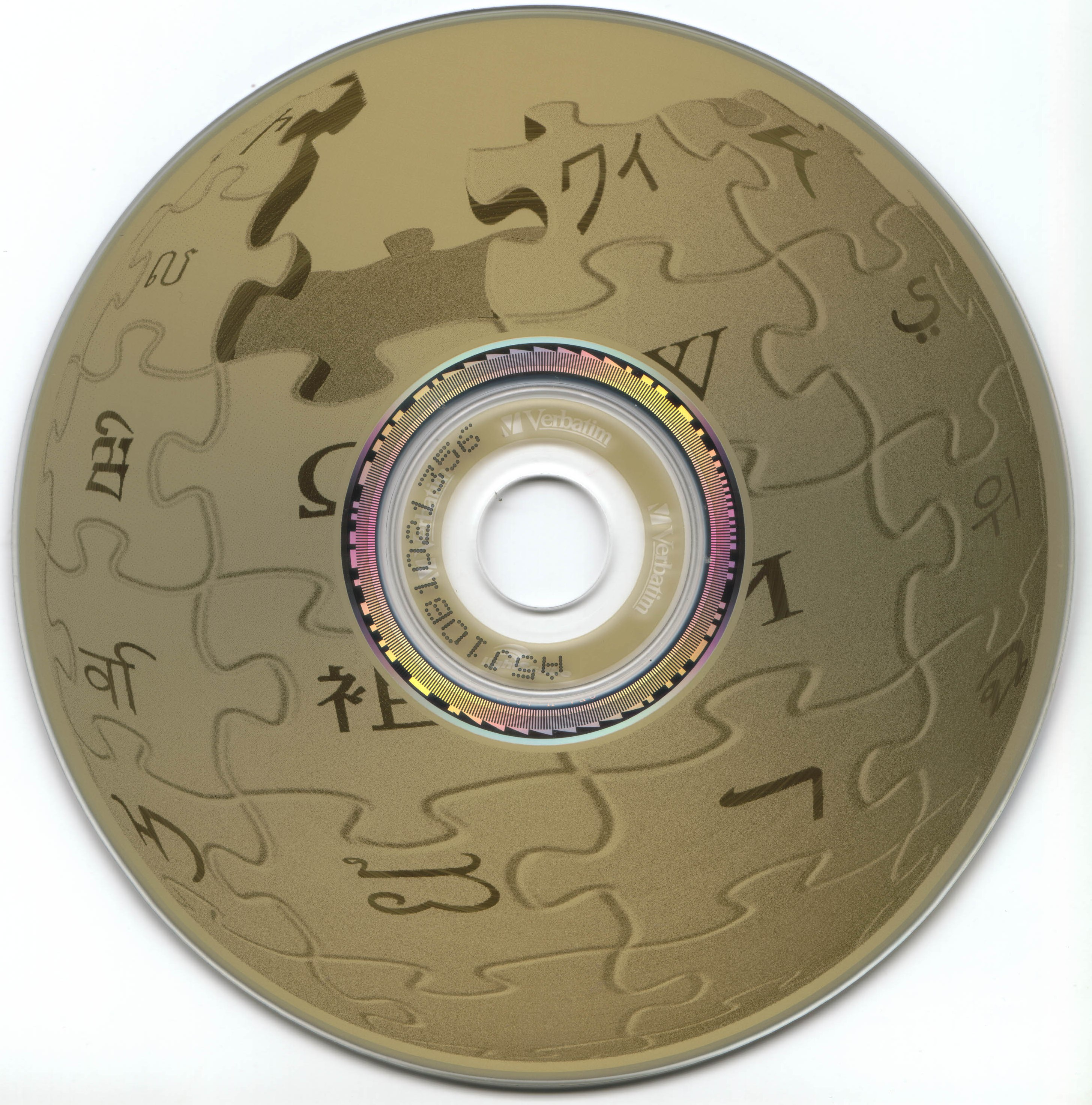
위키백과의 로고가 새겨진 디스크

라이트스크라이브(LightScribe)는 CD나 DVD 커버에 레이저를 이용하여 그림이나 글씨를 새길 수 있도록 하는 기술이다.
라이트스크라이브 기술을 사용하기 위해서는 이러한 기술을 지원하는 광학 드라이브와 함께 라이트스크라이브를 지원하는 CD, DVD가 있어야 한다.

## 역사
라이트스크라이브는 휴렛 팩커드의 엔지니어 Daryl Anderson이 생각해냈고 코팅 화학 물질은 Makarand Gore 박사가 개발했으며 2004년 HP의 이미징 부서와 광학 스토리지 부서가 결합되면서 시장에 도입되었다.

## 같이 보기
- DiscT@2
- 레이블플래시
- 레이블태그